# Arnaldo Tamayo Méndez
Arnaldo Tamayo Méndez (Guantánamo, 29 januari 1942) is een Cubaans voormalig ruimtevaarder. Zijn eerste en enige ruimtevlucht was Sojoez 38 en begon op 18 september 1980. Doel van deze missie was een koppeling uitvoeren met ruimtestation Saljoet 6 en aan boord experimenten uitvoeren. 
In 1978 werd Tamayo Méndez geselecteerd om te trainen als astronaut. In 1980 ging hij als astronaut met pensioen. Hij werd met zijn vlucht in 1980 de eerste Cubaan in de ruimte. Zijn ruimtepak is te zien in het Museo de la Revolución in Havana.
Tamayo Méndez ontving meerdere onderscheidingen en titels, waaronder Held van de Republiek Cuba en Held van de Sovjet-Unie. 